# Dariusz Zabawa
Dariusz Zabawa (ur. 2 czerwca 1976 w Sosnowcu) – polski hokeista, reprezentant Polski.
Syn Andrzeja (ur. 1955), także hokeisty.

## Kariera
- Zagłębie Sosnowiec (-1992)
- MOSiR Sosnowiec (1993-1994)
- SMS „Orlęta” Sosnowiec (1995-1997)
- Olimpia (1996-1997)
- STS Sanok (1997-1998)
- KTH Krynica (1998-1999)
- Detroit Vipers (1999)
- Flint Generals (1999-2000)
- Memphis RiverKings (2001/2002)
- Wichita Thunder (2001/2002)
- Zagłębie Sosnowiec (2001, 2002-2003)

Hokej trenował od 1987. Wychowanek Zagłębia Sosnowiec. W barwach reprezentacji Polski do lat 18 uczestniczył w turniejach mistrzostw Europy juniorów w 1994 (Grupa A). W barwach reprezentacji Polski do lat 20 uczestniczył w turnieju mistrzostw świata juniorów do lat 20 w 1995 (Grupa B). W barwach seniorskiej reprezentacji Polski uczestniczył w turnieju mistrzostw świata w 1996, 1999 (Grupa B). Uczestniczył w turnieju hokejowym na Zimowej Uniwersjadzie 1997.
Absolwent NLO SMS PZHL Sosnowiec z 1996. Od 1995 do 1997 grał w barwach tej drużyny. W sezonie 1997/1998 grał w STS Sanok. Od 1999 przez trzy sezony grał w ligach amerykańskich: dwa sezony barwach Flint Generals w UHL (wówczas w drużynie grał m.in. Dmitri Suur), krótkotrwale w barwach Detroit Vipers w IHL (2000) oraz w barwach Memphis RiverKings i Wichita Thunder w rozgrywkach CHL. Był zawodnikiem Zagłębia Sosnowiec, w tym na początku sezonu 2001/2002 (przed ponownym wyjazdem do USA) oraz w sezonie 2002/2003
Po zakończeniu czynnej kariery zawodniczej występował w amatorskiej drużynie polonijnej w Stanach Zjednoczonych wspólnie z innymi byłymi polskimi hokeistami.

## Sukcesy
Klubowe
- Srebrny medal mistrzostw Polski: 1999 z KTH Krynica
- Colonial Cup – mistrzostwo UHL: 2000 z Flint Generals